# Гапончук, Дмитрий Сергеевич
Дми́трий Серге́евич Гапончу́к (укр. Дмитро Сергійович Гапончук; 8 ноября 1995, Ивано-Франковск, Украина) — украинский футболист, защитник

## Биография

### Ранние годы
Воспитанник ДЮСШ «Прикарпатья», «Ники» (Ивано-Франковск), «Скалы» (Моршин) и «Волыни». Первым тренером был Поптанич В. С. С 2008 по 2012 год провёл 46 матчей в первенстве и чемпионате ДЮФЛ.

### Клубная карьера

#### Любители
В 2012 и 2013 году выступал за любительские команды «Тепловик» (Ивано-Франковск) и «Карпаты» (Яремче) в чемпионате и Кубке Ивано-Франковской области.

#### «Металлург»
В 2014 году пополнил ряды запорожского «Металлурга», за молодёжную (U-21) команду которого дебютировал 2 августа 2014 года в домашнем поединке против «Говерлы».
7 ноября 2015 года дебютировал в основном составе «Металлурга» в выездном матче Премьер-лиги против луганской «Зари», выйдя на замену вместо Егора Клименчука на 29-й минуте встречи. 8 декабря того же года стало известно, что Дмитрий вместе с рядом других игроков покинул «Металлург» в связи с процессом ликвидации клуба. Всего за время выступлений в составе запорожской команды провёл 3 матча в чемпионате и 18 игр в молодёжном первенстве.

#### «Тепловик»
С апреля по июнь 2016 года сыграл 11 встреч за команду «Оскар» (Подгорье) в чемпионате Ивано-Франковской области. В июле того же года стал игроком новичка Второй лиги Украины клуба «Тепловик» (Ивано-Франковск).

## Статистика
| Клуб                       | Лига         | Сезон   | Чемпионат | Чемпионат | Кубок | Кубок | Дубль | Дубль |
| Клуб                       | Лига         | Сезон   | Игры      | Голы      | Игры  | Голы  | Игры  | Голы  |
| -------------------------- | ------------ | ------- | --------- | --------- | ----- | ----- | ----- | ----- |
| Металлург (Запорожье)      | Премьер-лига | 2014/15 |           |           |       |       | 10    | 0     |
| Металлург (Запорожье)      | Премьер-лига | 2015/16 | 3         | 0         |       |       | 8     | 0     |
| Тепловик (Ивано-Франковск) | Вторая лига  | 2016/17 | 16        | 0         |       |       |       |       |